# 田口鉄道デキ50形電気機関車

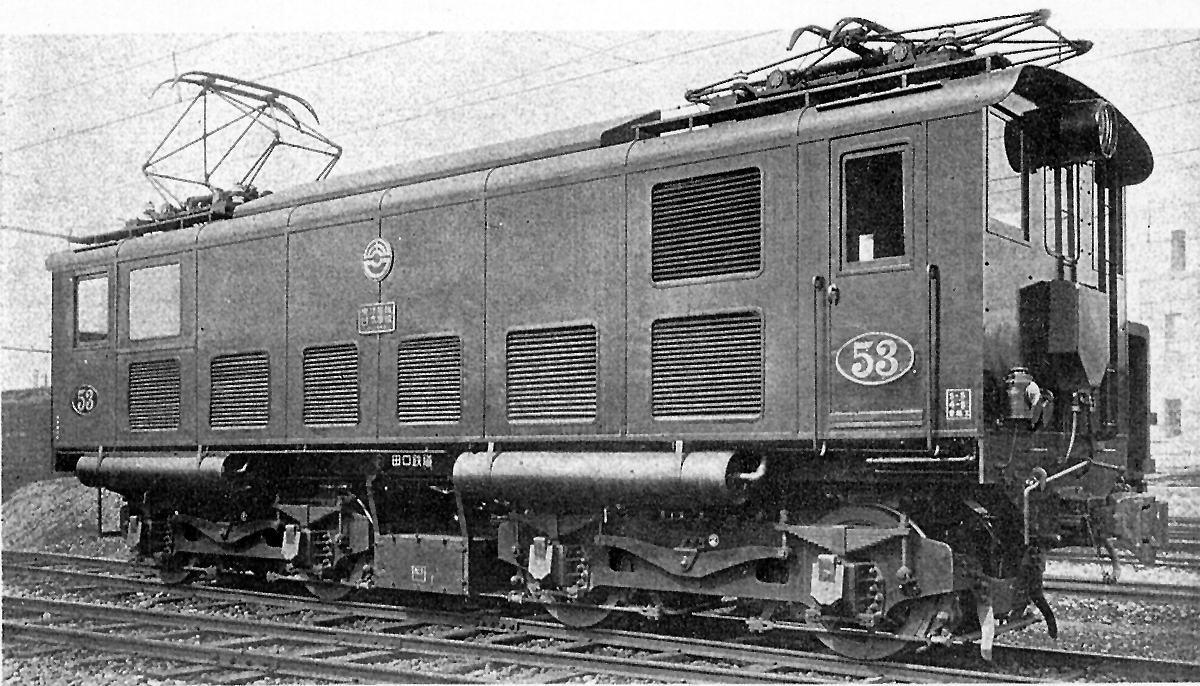
田口鉄道デキ53形デキ53

田口鉄道デキ53形電気機関車（たぐちてつどうでき53がたでんききかんしゃ）は、かつて田口鉄道が自社線開業に際して新造した40t級箱形電気機関車。1両が製作され、系列会社であった鳳来寺鉄道や豊川鉄道が保有していた同級電気機関車に続けてデキ53と付番された。田口鉄道の豊橋鉄道への合併後も同社田口線となった旧田口鉄道線で元の形式番号のままで運用され、同線廃止後は渥美線へ転用された。

## 製造経緯
寒狭川（豊川）の上流に位置する海老・田口の集落は、前者が伊那街道の宿場町、後者が天領の中心地として栄えた、この地域の主要都邑であった。
だが、明治後半から大正にかけて、三河平野を豊川沿いに北上するように豊川鉄道・鳳来寺鉄道線が建設された際、この2つの集落は両鉄道線のルートから外れることになってしまった。
そのため、両鉄道線が電化された1925年には、折からの好景気を背景として、この2つの集落から寒狭川沿いに南下して長篠へ至る蒸気鉄道の建設が計画されるようになった。これは、この地域が沿線の段戸御料林をはじめ豊富な森林資源に恵まれ、宮内省の出資を仰ぐことができた、という事情も働いてのものであり、宮内省を筆頭株主に擁したこの鉄道は、当初より森林鉄道的な性格の強い路線として建設・運営が行われることとなった。
そのため、1929年（昭和4年）に田口鉄道が自社線鳳来寺口（現・本長篠） - 三河海老間11.6kmを開業するに当たっては、当然のごとく貨物輸送用電気機関車が新造されることとなった。そこで、宮内省と同様に出資を仰いだ豊川鉄道が保有していた最新の電気機関車、デキ52形デキ52に準じた設計の40t級新型電気機関車が以下の通り製作されることとなった。
- デキ53形デキ53

1929年4月、日本車輌製造本店製。
製作を請け負ったのは日本車輌製造で、機械部分も同社が担当したが、電気部分は東洋電機製造が設計製作した。田口鉄道線は豊川鉄道・鳳来寺鉄道と車両を共通運用とする前提で車両運用計画を立てていたため、本形式は1両のみの製作となっている。

## 車体
車体設計はデッキこそ無いものの豊川鉄道デキ52に準じており、箱形の鋼製車体を備える。
乗務員扉は側面に設置され、妻面は3枚窓構成で山岳線での運用に備え、デッキ上中央に大型の砂箱を設置していたデキ52と同様に、妻面中央窓の直下腰板部分に大型の砂箱を吊り掛け式で設置する。
後述するように発電ブレーキを搭載し常用することから、このクラスの電気機関車としては珍しく、多数の大型通風グリルを側面に並べ、さらに屋根上に乗せられたモニター屋根側面にも通風口を設置するなど、発電ブレーキ使用時の抵抗器からの放熱に万全を期した設計となっている。

## 主要機器
田口鉄道線が乗り入れ先の2社線に合わせて架線電圧直流1,500Vで電化開業したため、その機器構成は直流1,500V専用設計となっている。前述の通り電装品は東洋電機製造が製作を担当している。

### 主電動機
デキ52と同じく1時間定格出力111.9kWの直流直巻整流子電動機である、東洋電機製造TDK-522-Aを各台車に2基ずつ吊り掛け式で装架する。
減速装置の歯数比は70:18(3.89)である。

### 制御器
東洋電機製造製の電動カム軸式制御器を搭載する。制御電源は直流100Vで、この制御回路へ給電する必要から電動発電機を搭載する。
なお、運用される路線が山岳線である本形式においては、連続下り勾配区間での踏面発熱によるタイヤ弛緩を防止するため制御器に発電ブレーキ機構が搭載され、車体機器室の床上だけでなく、床下台車間にも大容量抵抗器が搭載されている。

### 台車
板台枠式の釣り合い梁式2軸ボギー台車を2台装着する。そのため、軸配置はB-Bとなる。

### ブレーキ
機械式ブレーキ装置としては、機関車用のNo.14EL弁による空気ブレーキと手ブレーキを備える。
基礎ブレーキ装置は車体床下中央にブレーキシリンダーを装架し、ブレーキロッドで前後台車の両抱式踏面ブレーキ装置を駆動させる、この時代の電車・電気機関車では一般的な構造となっている。
このブレーキに空気圧を供給する空気圧縮機は当時広く採用されていたウェスティングハウス・エレクトリック社設計のD-3-Fで、これを2基搭載して床下各台車の両側面に1基ずつ合計4基搭載された空気タンクに蓄圧・使用する。

### パンタグラフ
東洋電機製造製C形で、2基のパンタグラフを備えているが、1500V時代には通常1基のみの使用で、2基同時に使用されることはなかった。
三河田口寄りのパンタグラフが常用され、豊橋寄りのパンタグラフは予備であったようである。戦時中は金属類供出のためであろうか、豊橋寄りのパンタグラフは撤去されていた。 
渥美線に転属し、600Vへの降圧工事を施された後は、2基同時に使用されるようになったが、後にPS13に交換された。

## 運用
当初の計画通り、姉妹会社である豊川・鳳来寺両鉄道の車両と共通運用されたが、1943年（昭和18年）の豊川・鳳来寺両鉄道国有化直前に、豊川鉄道内、江島駅付近で電車との正面衝突事故を起こし、名鉄の鳴海工場で修理される。（鳴海工場隣地の日車で修理されたという説もある）
戦時買収で鳳来寺鉄道、豊川鉄道が飯田線となると、鳳来寺鉄道、豊川鉄道の電気機関車は国鉄の機関車となるが、デキ53は1944年（昭和19年）に田口鉄道籍のまま、前述の事故修理後、農繁期等には名鉄に貸し出され、常滑線等でも運用された。但し戦時買収後の飯田線での営業列車運用はなされなかった。1952年（昭和27年）からは田口鉄道専用に復帰し、木材などの貨物輸送を行っていたが、終戦後、ブレーキロッド破断により制動不能となり、三河田口駅から玖老勢駅付近まで暴走し、貨車に衝突脱線する二度目の事故を起こす。
また時期は不明であるが、列車分離事故もあった。
1956年（昭和31年）10月1日、田口鉄道は豊橋鉄道に合併され、豊橋鉄道田口線となる。本形式は形式デキ50 記号番号デキ53として豊橋鉄道籍に編入された。1962年（昭和37年）雨樋を設置し、森林資源の減少に伴い、田口線の貨物輸送が減少すると、1965年（昭和40年）に渥美線に転籍する。この際架線電圧600Vへの降圧工事を実施する。
1968年（昭和43年）にデキ450形（451）に改番される。1970年（昭和45年）に前照灯をシールドビーム2灯に変更されている。後に前面中央の窓も改修され、パンタグラフもPS13に交換される。
貨物列車牽引用とされたが末期は余剰休車となり、1984年（昭和59年）の貨物営業廃止に伴い廃車となった。後に解体されている。

## 同系機・姉妹機
同系機として豊川鉄道デキ52形デキ52と伊勢電気鉄道521形521がある。特に伊勢電気鉄道521は本形式の直後に日本車輌製造本店で設計・製作が行われており、図面番号がわずか10番違いとなっている。機器面では発電ブレーキの有無やそれに伴う抵抗器容量などが相違するが、台車は軸距を除きほぼ完全な同型、さらに主電動機が同じ東洋電機製造TDK-522-A搭載であり、車体も豊川デキ52と同様にデッキ付きである点が本形式と相違するものの、その造作や側面通風口の寸法・配置など共通点が非常に多く、実質的な姉妹機と言える。
また小田急電鉄のデキ1030形は、本形式の翌年に同じ日本車輌製造、東洋電機のコンビで製作されたもので、本形式を10トン大型化したものと考えればよく、前面の造形や砂箱の配置などをほぼ踏襲している。

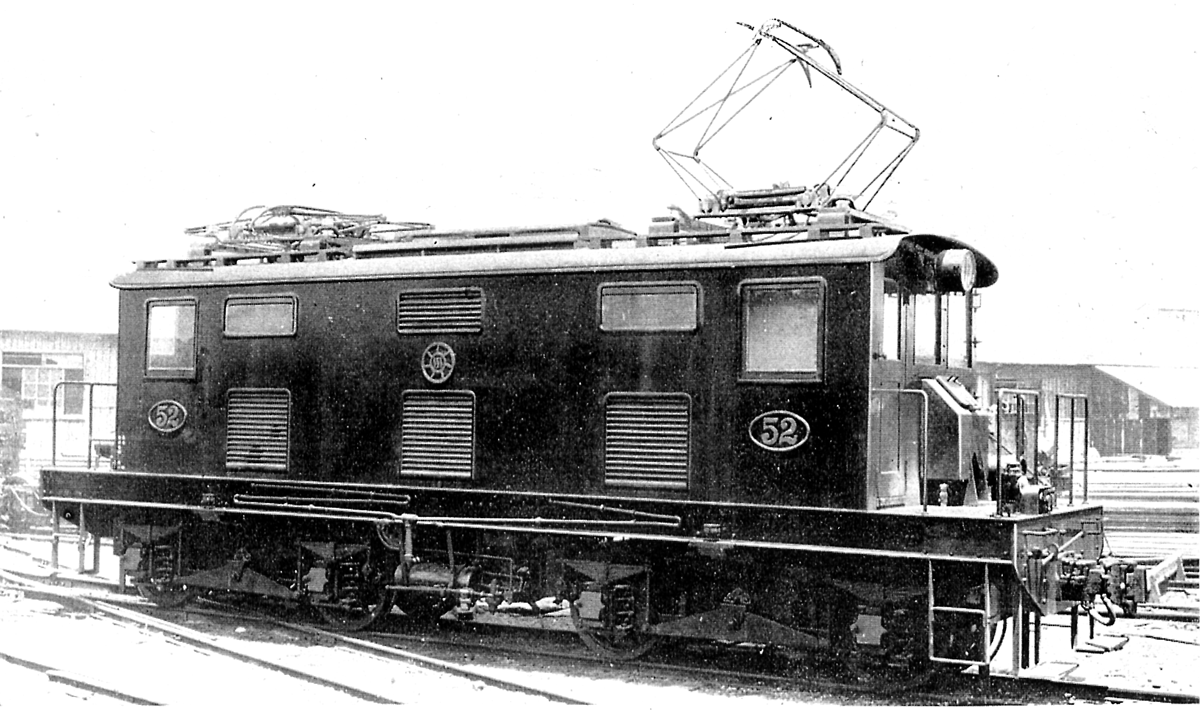
豊川鉄道デキ52形デキ52 本形式に2年先行する45t級の同系機。デッキ付である以外は車体の機器レイアウトが本形式とほぼ同一である。
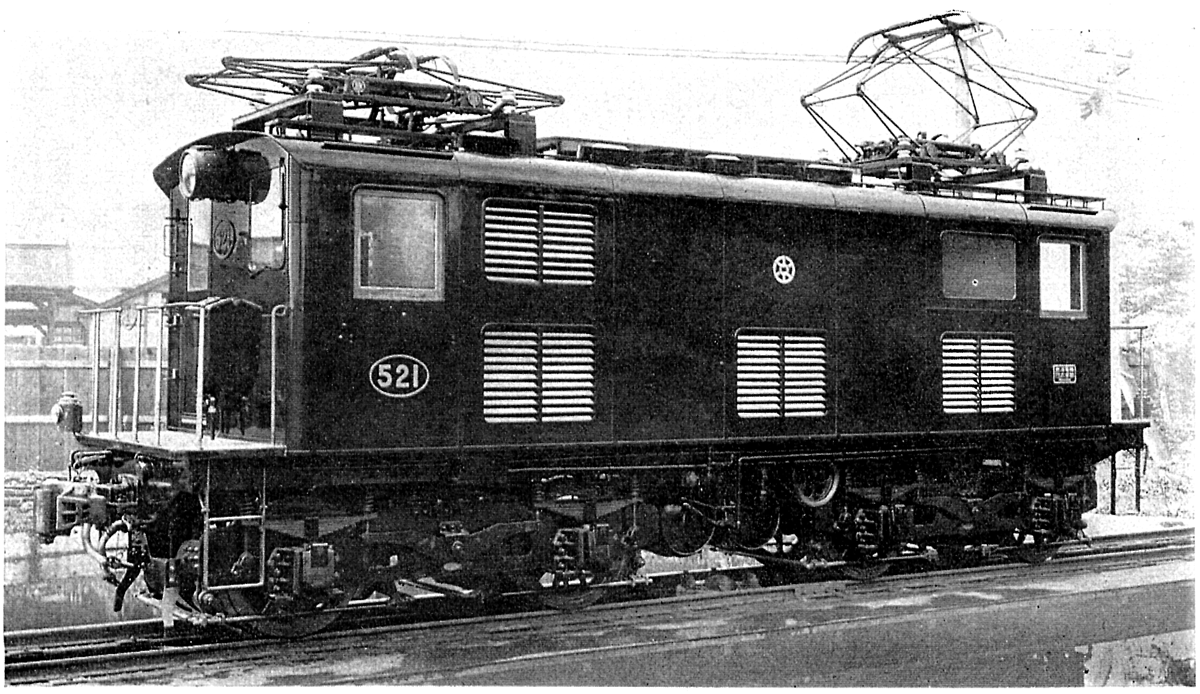
伊勢電気鉄道521形521 本形式の直後に製作された。台車がほぼ同一で、その他の部分の設計も共通点が多い。
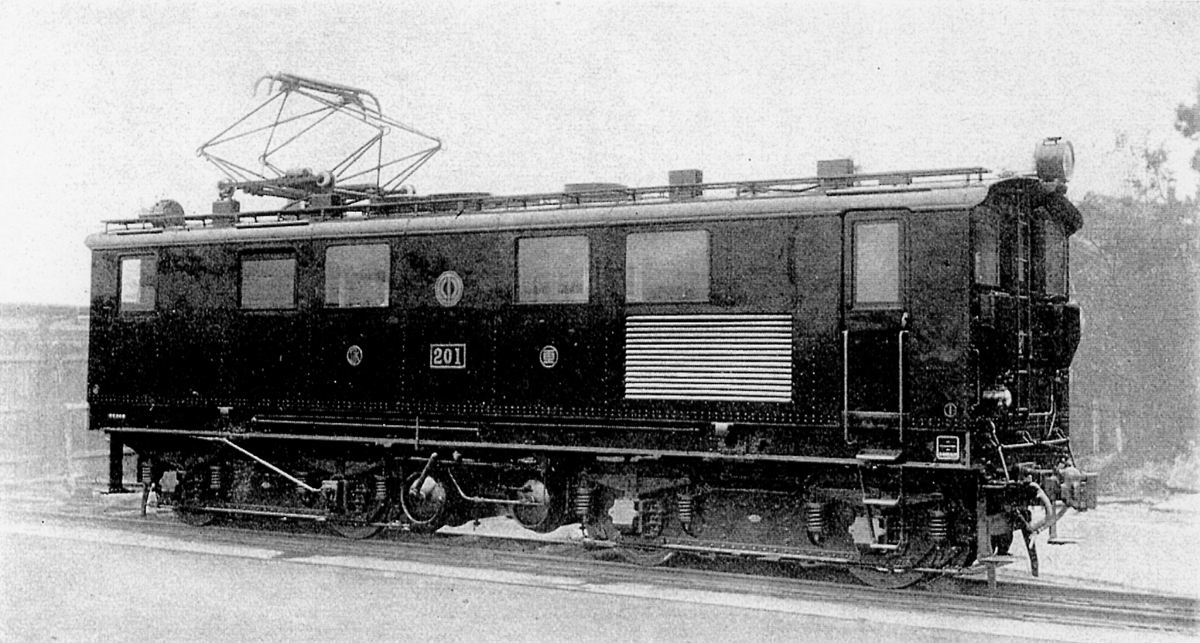
小田急電鉄デキ1030 本形式の翌年に製作され、左右に分かれてこそいるものの、前面窓下に配置された砂箱や、屋上への梯子の位置、前面の全体的な造形など、類似するデザインとなっている。

### 豊川鉄道、鳳来寺鉄道、田口鉄道の電気機関車について
豊川鉄道、鳳来寺鉄道、田口鉄道の3社は、豊川鉄道を基幹としたグループ会社であり、車両も同形車を導入して直通運転を行なっていた。電気機関車についても3社で連番となっている。
- デキ50 - 鳳来寺鉄道デキ50（後の国鉄ED28 1）
- デキ51 - 豊川鉄道デキ51（後の国鉄ED28 2）
- デキ52 - 豊川鉄道デキ52（後の国鉄ED29 1）
- デキ53 - 田口鉄道デキ53（後の豊橋鉄道デキ451）
- デキ54 - 豊川鉄道デキ54[注 5]（後の国鉄ED30 1→ED25 11）

3社の電気機関車のうち、デキ51・デキ52は現存している。デキ51は遠州鉄道ED282。デキ52は岳南鉄道ED291として平成15年頃まで車籍を有していた。デキ50は山形交通へ譲渡され、同社ED2として廃車後、山形県上山市のリナワールドにモハ2とともに静態保存されていたが、2012年11月にともにリナワールドから撤去された。撤去後の処遇は不明。デキ53は600V化されて渥美線で使用後、廃車解体。デキ54は伊豆急行へ譲渡され同社ED2511として使用された後東京急行電鉄へ譲渡され、同社長津田車両工場の場内入換機関車となったが、2009年春にアント工業製の入換機2両が導入されると2009年6月に解体された。

## 主要諸元
- 全長：11,052mm
- 全幅：2,730mm
- 全高：4,150mm
- 運転整備重量：40.0t
- 電気方式：直流1,500V（新造時：架空電車線方式）・直流600V（渥美線転用後）
- パンタグラフ：新造時：東洋電機C形・渥美線デキ451後期：PS13タイプ
- 軸配置：B+B
- 台車形式：板台枠式
- 主電動機：TDK522-A（端子電圧750V時1時間定格出力111.9kW、端子電圧600V時1時間定格出力90kW）×4基）
  - 歯車比：70:18(3.89)
  - 1時間定格出力： 360kW（600V定格）・448kW（1,500V定格）
  - 1時間定格引張力：4,800kg（600V定格）・4,850kg（1,500V定格）
  - 1時間定格速度：27.1km/h（600V定格）・33.8km/h（1,500V定格）
- 動力伝達方式：歯車1段減速、吊り掛け式
- 制御方式：抵抗制御、2段組合せ制御
- 制御装置：電動カム軸式
- ブレーキ方式：No.14EL空気ブレーキ、手ブレーキ